# Oberndorf (Beilngries)

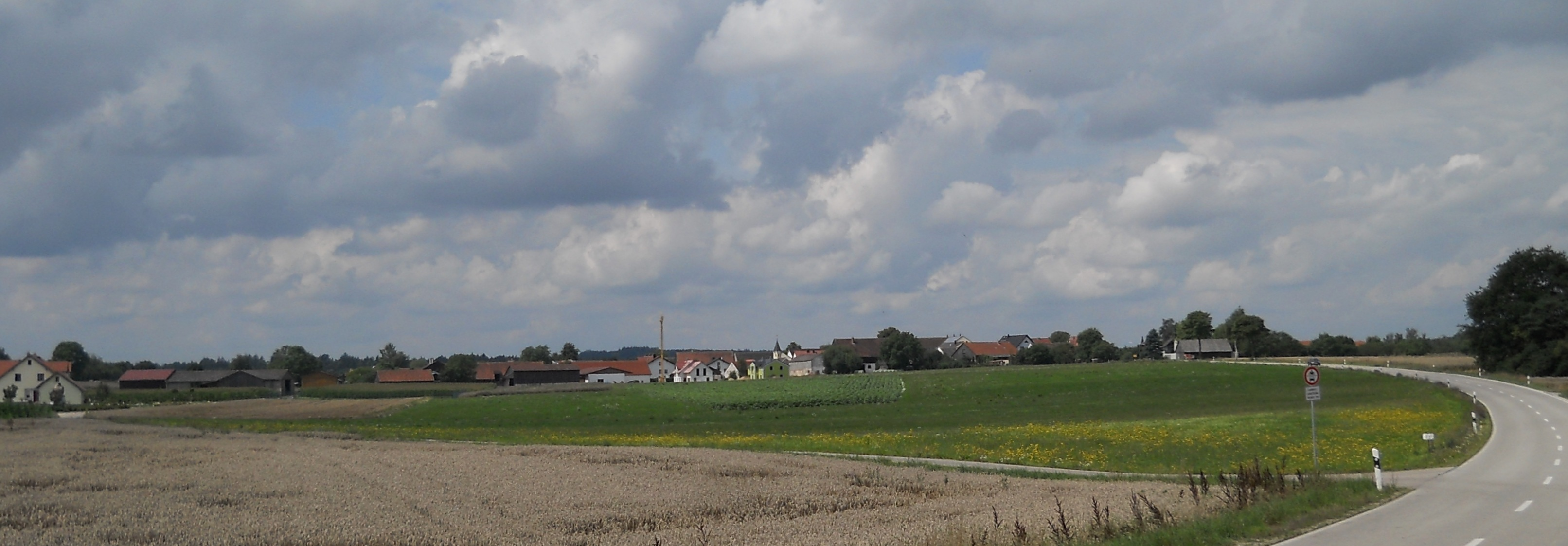
Oberndorf

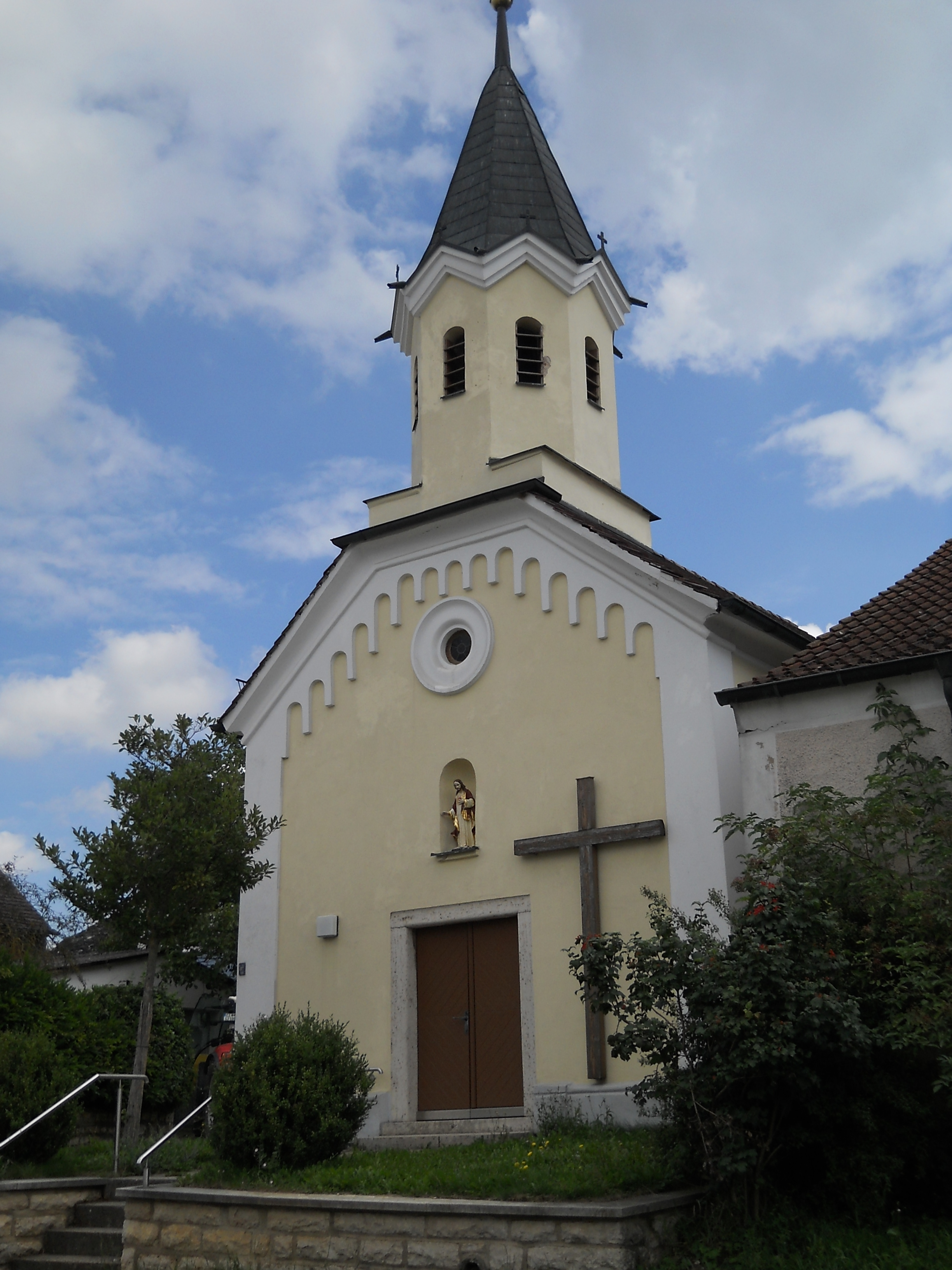
Kirche St. Maria

Oberndorf ([ˈoːbɐnˌdɔʁf] ) ist ein Gemeindeteil der Stadt Beilngries im oberbayerischen Landkreis Eichstätt.

## Lage
Das Kirchdorf liegt östlich des Sulztales, westlich der Weißen Laaber und nördlich des Ottmaringer Tales auf der Hochfläche der südlichen Frankenalb im Naturpark Altmühltal. Von Kevenhüll, Raitenbuch und Schweigersdorf führen Straßen nach Oberndorf.

## Geschichte
In der Flur Mittelberg wurde ein vorgeschichtlicher Grabhügel gefunden.
1080 ist der Ort in einer Wildbannschenkung König Heinrichs IV. an den Eichstätter Bischof erstmals erwähnt. Im 12. Jahrhundert scheint ein Dienstmannengeschlecht des Bischofs von Eichstätt in Oberndorf gesessen zu haben, denn 1146 tritt ein Wirnto von Oberndorf als Zeuge auf. 1305 wird der Ort nach dem Aussterben der Hirschberger Grafen mit Gebhard VII. im Gaimersheimer Schiedsspruch dem Hoheitsgebiet des Hochstifts Eichstätt zugesprochen. 1306 erhält der Bischof auch das Dorfgericht. Die Grundherrschaft teilten sich die Eichstätter Bischöfe mit dem Benediktiner-Kloster Plankstetten. Das Mittelalter über gab es im Dorf mehrere Adelslehen, so die Marschalke von Hirschberg und von Pappenheim und die Schenken von Geyern. Auch gab es im Dorf bäuerlichen Eigenbesitz. Der Dreißigjährige Krieg verwüstete mehrere Gehöfte. Oberndorf war der Ehehaft Kevenhüll zugeteilt.
Im Zuge der Säkularisation kam das untere Hochstift, zu dem Oberndorf im Kastenamt Beilngries gehörte, 1802 an Großherzog Erzherzog Ferdinand III. von Toskana und 1806 an Bayern. 1809 bildete Kevenhüll zusammen mit Oberndorf einen Steuerdistrikt, ab 1811 eine Ruralgemeinde, von der später (vor 1840) Oberndorf wieder abgetrennt wurde. 1810 gehörte die Gemeinde Kevenhüll-Oberndorf zum Oberdonaukreis mit der Hauptstadt Eichstätt, ab 1817 zum Regenkreis und der Hauptstadt Regensburg. Ab 1838 war der Bezirk Beilngries und mit ihm Oberndorf Teil des Kreises Mittelfranken mit der Hauptstadt Ansbach.
1949 wurde eine Flurbereinigung durchgeführt. Mit der bayerischen Gebietsreform schloss sich der Ort zum 1. Januar 1972 der Stadt Beilngries an. 1973 wurden 159 und 1983 ebenso viele Einwohner gezählt, die sich in 17 landwirtschaftlichen Vollerwerbs-, zwei Nebenerwerbsbetrieben und einer Schmiede betätigten.

## Katholische Filialkirche St. Maria
Oberndorf ist eine Filiale der Pfarrei Kevenhüll. Ein Vorgängerbau von 1795 brannte 1834 mit weiteren Gebäuden des Dorfes ab. Noch im gleichen Jahr wurde die heutige Kirche mit Dachreiter im Westen errichtet. Der Hochaltar ist viersäulig, die Seitenaltäre wurden entfernt. Im Schrein des viersäuligen Altars befindet sich eine ein Meter hohe, gefasste Holzgruppe der Pietà aus der Mitte des 15. Jahrhunderts.

## Vereine
- Landjugend Oberndorf-Kevenhüll
- Freiwillige Feuerwehr Oberndorf
- Kriegerverein Kevenhüll-Oberndorf
- Obst- und Gartenbauverein Oberndorf